# Памятник Первым комсомольцам Пятигорска
Памятник Первым комсомольцам Пятигорска расположен в южной части территории Комсомольского парка города Пятигорска. Установлен 25 октября 1968 года в честь комсомольцев 1920-х годов, защищавших Пятигорск во время Великой Отечественной войны. Его автор — известный в то время на Кавказских Минеральных Водах самодеятельный скульптор Г. М. Минкин. Является объектом культурного наследия регионального значения.
Существует версия, что памятник посвящён непосредственно Павке Корчагину и всем комсомольцам 20-х годов в его лице. 